# Gouden Ster

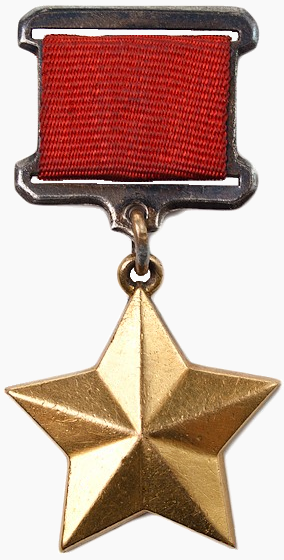
De Gouden Ster van 21 gram 24-karaats goud

De Gouden Ster (Russisch: медаль «Золотая Звезда») is een speciale insigne dat de ontvangers van de titel "Held" identificeerde in de Sovjet-Unie. In navolging van de Held van de Sovjet-Unie werden in de opvolgerstaten van de Sovjet-Unie gouden sterren ingesteld. Men vindt ze in de Russische Federatie, in Oekraïne en in Wit-Rusland.
De ster is het voorbeeld voor de verschillende heldenorden van de socialistische staten geweest.

## Sovjet-oorsprong
De ster werd op 1 augustus 1939 ingesteld in een decreet van het presidium van de Opperste Sovjet. Voor die dag werden de Helden van de Sovjet-Unie geëerd met de Leninorde en een speciaal diploma waarin de heldendaad werd omschreven. De ster werd ingevoerd om deze helden te onderscheiden van de burgerlijke dragers van de Leninorde. 
De ster werd niet uitgereikt aan de nabestaanden van een postuum benoemde "Held van de Sovjet-Unie".
De onderscheiding kreeg de vorm van een massief gouden vijfpuntige ster aan een rechthoekig rood lint. Het lint is aan twee zilveren beugels bevestigd. De kleine gouden ster had 21 gram massa en was van 24-karaats goud. Op de achterzijde staat "Geroj SSSR" (Russisch: "Held van de Sovjet-Unie") gegraveerd.
De staten die uit de Sovjet-Unie voortkwamen kozen in plaats van een rood lint voor een lint in de kleuren van hun vlag: wit, blauw en rood voor de Russische Federatie, blauw en geel voor Oekraïne, rood en groen voor Wit-Rusland. De gouden sterren van een Held van de Russische Federatie, een Held van Oekraïne en een Held van Wit-Rusland worden nog steeds gedragen aan de linkerzijde van de borst boven alle andere onderscheidingen en medailles.
Hoewel deze gouden ster soms wordt beschreven als een op zich staande onderscheiding, is het eigenlijk een onderscheidend ereteken, dat boven alle andere orden en medailles wordt gedragen.
Orde van Sint-Andreas de Eerstgeroepene ·
Orde van de Heilige Catharina ·
Sint-Jorisorde ·
Orde van Sint-Anna ·
Alexander Nevski-orde ·
Orde van de Witte Adelaar (Polen) ·
Orde van Sint-Stanislaus ·
Orde van Sint-Vladimir ·
Herdenkingsdecoratie voor het 300-jarig bestaan van de Romanov-dynastie ·
Orde van het Rode Kruis voor Vrouwen en Meisjes ·
Soevereine Militaire Hospitaalorde van Sint-Jan van Jeruzalem en Malta in Rusland ·
Held van de Arbeid (1922) ·
Orde van de Rode Vlag van de Arbeid ·
Leninorde ·
Leninprijs ·
Held van de Sovjet-Unie ·
Gouden Ster ·
Orde van de Oktoberrevolutie ·
Ereteken van de Sovjet-Unie ·
Orde van de Glorie van de Arbeid ·
Orde van de Rode Banier ·
Held van de Socialistische Arbeid ·
Moeder-Heldin .
Heldenstad ·
Meester in de sport ·
Orde van de Vriendschap ·
Orde van de Vaderlandse Oorlog ·
Orde van de Eer ·
Orde van de Glorie ·
Orde van Nachimov ·
Orde van Koetoezov ·
Orde van Oesjakov ·
Orde van Soevorov ·
Orde van Bogdan Chmelnitski ·
Orde van de Rode Ster ·
Orde van de Heilige Aartsengel Michaël ·
Onderscheidingskruis van de Heilige Apostelgelijke Vorstin Olga ·
Orde van Sint-Nicolaas de Wonderdoener
Zie ook: Ridderorden in Rusland · Orden van de Sovjetrepublieken · Orden van de Sovjet-Unie · Medailles van de Sovjet-Unie